# Regra do 1%

Representação da proporção de criadores, colaboradores e observadores

Na cultura da Internet, também conhecida como cibercultura, a regra do 1%, é uma regra prática relativa à participação em uma comunidade virtual. Essa regra afirma que apenas 1% dos usuários de uma comunidade cria ativamente novo conteúdo, enquanto os outros 99% nunca ou raramente participa de forma ativa. Esses 99% dos usuários são chamados de lurkers. Existe algumas variantes dessa regra, também conhecida como 1-9-90, 90–9–1 ou taxa 89:10:1., que afirma que em um site colaborativo como um wiki, por exemplo, 90% dos participantes de uma comunidade apenas visualizam conteúdo, 9% dos participantes editam o conteúdo e 1% dos participantes criam ativamente novo conteúdo. Este termo é frequentemente utilizado para referir-se à desigualdade de participação no contexto da Internet.

Regras semelhantes são conhecidas na ciência da informação, como a regra 80/20, conhecida como Princípio de Pareto, de que 20% de um grupo produzirá 80% da atividade.

## Definição
A regra de 1% afirma que o número de pessoas que criam conteúdo na Internet representa aproximadamente 1% das pessoas que visualizam esse conteúdo. Por exemplo, para todas as pessoas que postam em um fórum, geralmente cerca de 99 outras pessoas visualizam esse fórum, mas não publicam. O termo foi cunhado pelos autores e blogueiros Ben McConnell e Jackie Huba, embora referências anteriores ao mesmo conceito não usassem esse nome.
Os termos lurk e lurking são usados para se referir à observadores online, que não sem envolvem com outras pessoas da comunidade.
Um estudo de 2005 sobre fóruns radicais Jihadistas, constatou que 87% dos usuários nunca haviam postado nos fóruns, 13% haviam postado pelo menos uma vez, 5% haviam postado 50 ou mais vezes e apenas 1% havia postado 500 ou mais vezes.
Um artigo de 2014, revisado por pares, intitulado "The 1% Rule in Four Digital Health Social Networks: An Observational Study", examinou empiricamente a regra de 1% em fóruns online para a saúde. O artigo concluiu que a regra de 1% era consistente nos quatro grupos de suporte, com uma baixa quantidade de "superusuários" gerando a grande maioria do conteúdo. Em um outro estudo realizado no final de 2014, um grupo de pesquisadores, replicou o estudo de van Mierlo de 2014 em um fórum online para depressão. Os resultados indicaram que a frequência de distribuição da regra de 1% se enquadrava na Lei de Zipf, que é um tipo específico de lei de potências, sobre a distribuição de valores de acordo com o número de ordem numa lista.
O termo "90–9-1", afirma que, para sites em que os usuários podem criar e editar conteúdo, 1% das pessoas criam conteúdo, 9% editam ou modificam esse conteúdo e 90% visualizam o conteúdo sem contribuir.
É provável que a porcentagem real varie dependendo do assunto, por exemplo, se um fórum exigir envios de conteúdo como condição de entrada, a porcentagem de pessoas que participará provavelmente será significativamente maior que 1%, mas os produtores de conteúdo ainda serão uma minoria de usuários. Isso é validado em um estudo realizado por Michael Wu, que usa técnicas econômicas para analisar a desigualdade de participação em centenas de comunidades segmentadas por setor, tipo de público e foco da comunidade.
A regra de 1% costuma ser mal interpretada se comparada à Internet em geral, mas se aplica mais especificamente a qualquer comunidade da Internet. É por esse motivo que podemos ver evidências do princípio de 1% em muitos sites. Ao observar os dados agregados das comunidades, podemos ver uma distribuição diferente. Essa última distribuição ainda é desconhecida e provavelmente mudará, mas vários pesquisadores e especialistas especularam sobre como caracterizar a soma total da participação. Pesquisas no final de 2012 sugeriram que apenas 23% da população, em vez de 90%, poderia ser classificada adequadamente como Lurker, enquanto 17% da população poderia ser classificada como intensa contribuidora de conteúdo. Vários anos antes, foram relatados resultados em uma amostra de estudantes de Chicago, onde 60% da amostra criaram conteúdo de alguma forma.

## Desigualdade de Participação
Um conceito idêntico foi introduzido por Will Hill da AT&T Laboratories e posterior por Jakob Nielsen. Esta foi a primeira referência para o termo desigualdade de participação num contexto online. O termo ganhou popularidade em 2006 quando foi usado num como post num tópico sobre marketing.